# 巴克艾鎮區 (北達科他州基德縣)
巴克艾鎮區（英語：Buckeye Township）是位於美國北達科他州基德縣的一個鎮區。

## 地方資料
巴克艾鎮區的面積為92.93平方千米，當中陸地面積為84.24平方千米，而水域面積為8.69平方千米。根據2020年美國人口普查的數據，當地共有人口30人，而人口密度為每平方千米0.32人。